# 笑傲江湖 (2000年新加坡電視劇)
《笑傲江湖》是新加坡电视剧，改编自金庸的武侠小说《笑傲江湖》，2000年於新加坡TCS-8频道（今新傳媒8頻道）播出。由马景涛、范文芳、李锦梅、郑秀珍、周初明、陈秀丽、陈天文、曾诗梅、郑各评主演。

## 演员表
- 马景涛 饰 令狐冲
- 范文芳 饰 任盈盈
- 李锦梅 饰 岳灵珊
- 郑秀珍 饰 东方不败
- 周初明 饰 林平之
- 陈秀丽 饰 蓝凤凰
- 陈天文 饰 田伯光
- 曾诗梅 饰 仪琳
- 郑各评 饰 岳不群
- 洪慧芳 饰 宁中则
- 刘谦益 饰 任我行
- 李海杰 饰 左冷禅
- 黄世南 饰 向问天
- 陈泰铭 饰 刘正风
- 梁维东 饰 曲洋
- 黄文永 饰 林震南
- 黄少婷 饰 林震南妻
- 洪培兴 饰 余沧海
- 金银姬 饰 哑婆婆
- 黄炯耀 饰 劳德诺
- 陈俊光 饰 陆大有
- 李志洲 饰 木高峰
- 戴鹏 饰 莫大先生
- 李茵珠 饰 定逸师太
- 裴小玲 饰 仪和
- 翁瑞云 饰 仪清
- 叶世品 饰 天门道长
- 陈庆彪 饰 于人豪
- 阳光 饰 方人智
- 苏健龙 饰 费琳
- 李秾 饰 刘正风妻

## 获奖
| Award              | Nominee | Result |
| ------------------ | ------- | ------ |
| 红星大奖最佳女主角 | 郑秀珍  | 提名   |
| 红星大奖最佳女主角 | 范文芳  | 提名   |
| 红星大奖最佳女配角 | 洪慧芳  | 提名   |
| 红星大奖最佳女配角 | 陈秀丽  | 提名   |

## 电视剧和小说的差异
任盈盈出场更早；岳灵珊遗愿将其眼睛移植给林平之令其复明；任我行被岳不群杀死；田伯光和蓝凤凰有感情线；东方不败的作用更加重要，活到了任我行、岳不群死后。东方不败利用林平之绑架正派重要人物要挟令狐冲结盟，事后冷待林平之。林平之在被令狐冲告知复明真相后帮令狐冲杀死东方不败，自身亦遭东方不败重创，自愿在思过崖度过余生。
岳不群的三徒梁发没有如原著死于药王庙，剧终时被令狐冲嘱托接管华山派。